# Sivatagi bandikut
A sivatagi bandikut (Perameles eremiana) a bandikutalakúak (Peramelemorphia) rendjébe és a bandikutfélék (Peramelidae) családjába tartozó faj volt. Walter Baldwin Spencer írta le 1897-ben.

## Előfordulása
Az első példányok, Alice Springs környékéről 1897-ben lettek leírva. Élt Dél-Ausztráliában, az Északi területen és Nyugat-Ausztrália középső részén az 1930-as évekig. Nem ellenőrzött jelentések szerint a Tanami-sivatagban, és Broome illetve Port Hedland között is élt. Az utolsó egyedet 1943-ban látták.

## Megjelenése
Testhossza 18-25 centiméter, körülbelül 10 centiméteres farokkal. Fülei hosszúak, félig hegyesek. Színe narancssárga ellentétben a szokásos barnával. Hátsó lába szőrös.

## Életmódja
Étrendje nem ismert, ám hangyákat, bogarak lárváit és termeszeket is evett.

## Kihalásának oka
Kipusztulását valószínűleg az élőhelyének elvesztése, nyulak és tűz által, miután az őslakosokat eltávolították, valamint a kisragadozók elszaporodása (rókák) okozták. Jelen állás szerint 1943 és 1960 között halt ki.

## Fordítás
- Ez a szócikk részben vagy egészben  a   Desert Bandicoot című angol Wikipédia-szócikk fordításán alapul.  Az eredeti cikk szerkesztőit annak laptörténete sorolja fel. Ez a jelzés csupán a megfogalmazás eredetét és a szerzői jogokat jelzi, nem szolgál a cikkben szereplő információk forrásmegjelöléseként.